# Solarpark Waldpolenz

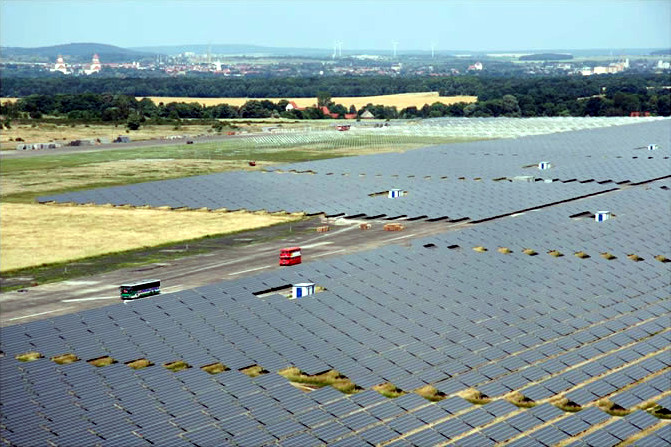
Solarkraftwerk Waldpolenz, 2008

Der Solarpark Waldpolenz befindet sich auf dem Gelände des ehemaligen sowjetischen Militärflugplatzes in Brandis, östlich der Großstadt Leipzig. Es handelt sich um eine große Photovoltaikanlage.

## Geschichte
Die Anlage wurde von juwi Solar aus Rheinland-Pfalz auf einer 142 Hektar großen Fläche errichtet und entstand von April 2007 bis Ende 2009. 2011 wurde die Anlage erweitert. Der Bau kostete etwa 180 Millionen Euro und wurde über einen Solarfonds und durch die Sachsen LB finanziert.
Als im August 2009 die Inbetriebnahme erfolgte, war der Solarpark Deutschlands größte Photovoltaikanlage und die zweitgrößte solche Anlage weltweit.

## Technische Daten
Die Anlage besteht aus rund 700.000 Dünnschichtmodulen von First Solar und Wechselrichtern von SMA Solar und Power-One Inc.
Die installierte Leistung beträgt 52 MWp, rund 15.000 Haushalte können damit versorgt werden.
Der Netzanschluss erfolgt auf der 20-kV-Mittelspannungsebene in das Stromnetz des Verteilnetzbetreibers Mitteldeutsche Netzgesellschaft Strom mbH.